# Бой в заливе Бантам
Бой в заливе Бантам (нидерл. Slag bij Bantam) — морское сражение в одноимённом заливе близ города Бантам (ныне Индонезия, провинция Бантен), которое произошло 27 декабря 1601 года в преддверии Голландско-португальской войны.
27 декабря 1601 года португальские корабли, подойдя к западному побережью Явы, атаковали голландский флот. Несмотря на численное превосходство, португальцы были полностью разгромлены, а три их фусты (лёгких галеры) были захвачены голландцами.